# Before Midnight
Before Midnight er en amerikansk film af Richard Linklater fra 2013, den tredje i hans serie med Celine og Jesse spillet af Julie Delpy og Ethan Hawke.
Filmen fik begejstret modtagelse af det danske anmelderkorps.

## Eksterne Henvisninger
- Before Midnight på Internet Movie Database (engelsk)
- Before Midnight på Filmdatabasen
- Before Midnight på Scope
- Before Midnight i Svensk Filmdatabas (svensk)
- Before Midnight på AlloCiné (fransk)
- Before Midnight på MovieMeter (nederlandsk)
- Before Midnight på AllMovie (engelsk)
- Before Midnights profil hos Encyclopædia Britannica Online (engelsk)
- Before Midnight på Turner Classic Movies (engelsk)
- Before Midnight på The Movie Database (engelsk)